# Lacerta pamphylica
Lacerta pamphylica este o specie de șopârle din genul Lacerta, familia Lacertidae, ordinul Squamata, descrisă de Schmidtler 1975. A fost clasificată de IUCN ca specie cu risc scăzut. Conform Catalogue of Life specia Lacerta pamphylica nu are subspecii cunoscute.